# Tour de Ski 2023/2024
Tour de Ski 2023/2024 – osiemnasta edycja imprezy w biegach narciarskich, która odbywała się w dniach 30 grudnia 2023 – 7 stycznia 2024 na terytorium Szwajcarii (Davos) i Włoch (Toblach i Val di Fiemme). Zawody zaliczane były do klasyfikacji generalnej Pucharu Świata.
Obrońcami tytułów z poprzedniej edycji byli Norweg Johannes Høsflot Klæbo wśród mężczyzn oraz Frida Karlsson ze Szwecji wśród kobiet.
Tour de Ski w sezonie 2023/2024 wygrała amerykańska zawodniczka Jessica Diggins oraz norweski biegacz Harald Østberg Amundsen.

## Program zawodów
| Dzień      | Miejsce       | Konkurencja                                   | Początek  |
| ---------- | ------------- | --------------------------------------------- | --------- |
| 30 grudnia | Toblach       | Sprint kobiet s. dowolnym                     | 14:30 CET |
| 30 grudnia | Toblach       | Sprint mężczyzn s. dowolnym                   | 14:30 CET |
| 31 grudnia | Toblach       | 10 km kobiet s. klasycznym                    | 12:15 CET |
| 31 grudnia | Toblach       | 10 km mężczyzn s. klasycznym                  | 15:00 CET |
| 1 stycznia | Toblach       | 20 km kobiet s. dowolnym (bieg pościgowy)     | 12:30 CET |
| 1 stycznia | Toblach       | 20 km mężczyzn s. dowolnym (bieg pościgowy)   | 10:00 CET |
| 3 stycznia | Davos         | Sprint kobiet s. dowolnym                     | 17:00 CET |
| 3 stycznia | Davos         | Sprint mężczyzn s. dowolnym                   | 17:00 CET |
| 4 stycznia | Davos         | 20 km kobiet s. klasycznym (bieg pościgowy)   | 10:45 CET |
| 4 stycznia | Davos         | 20 km mężczyzn s. klasycznym (bieg pościgowy) | 13:00 CET |
| 6 stycznia | Val di Fiemme | 15 km kobiet s. klasycznym (start masowy)     | 11:30 CET |
| 6 stycznia | Val di Fiemme | 15 km mężczyzn s. klasycznym (start masowy)   | 15:25 CET |
| 7 stycznia | Val di Fiemme | 10 km kobiet s. dowolnym (start masowy)       | 15:45 CET |
| 7 stycznia | Val di Fiemme | 10 km mężczyzn s. dowolnym (start masowy)     | 14:30 CET |

## Czołówki zawodów

### Kobiety
| Lp. | Data            | Miejscowość   | Dystans                              | 1. miejsce      | 2. miejsce              | 3. miejsce              |
| --- | --------------- | ------------- | ------------------------------------ | --------------- | ----------------------- | ----------------------- |
| 1.  | 30 grudnia 2023 | Toblach       | Sprint s. dowolnym                   | Linn Svahn      | Jonna Sundling          | Kristine Stavås Skistad |
| 2.  | 31 grudnia 2023 | Toblach       | 10 km s. klasycznym                  | Kerttu Niskanen | Victoria Carl           | Jessica Diggins         |
| 3.  | 1 stycznia 2024 | Toblach       | 20 km s. dowolnym (bieg pościgowy)   | Jessica Diggins | Victoria Carl           | Linn Svahn              |
| 4.  | 3 stycznia 2024 | Davos         | Sprint s. dowolnym                   | Linn Svahn      | Kristine Stavås Skistad | Jessica Diggins         |
| 5.  | 4 stycznia 2024 | Davos         | 20 km s. klasycznym (bieg pościgowy) | Kerttu Niskanen | Rosie Brennan           | Jessica Diggins         |
| 6.  | 6 stycznia 2024 | Val di Fiemme | 15 km s. klasycznym (start masowy)   | Linn Svahn      | Frida Karlsson          | Katharina Hennig        |
| 7.  | 7 stycznia 2024 | Val di Fiemme | 10 km s. dowolnym (start masowy)     | Sophia Laukli   | Heidi Weng              | Delphine Claudel        |

### Mężczyźni
| Lp. | Data            | Miejscowość   | Dystans                              | 1. miejsce              | 2. miejsce       | 3. miejsce              |
| --- | --------------- | ------------- | ------------------------------------ | ----------------------- | ---------------- | ----------------------- |
| 1.  | 30 grudnia 2023 | Toblach       | Sprint s. dowolnym                   | Lucas Chanavat          | Jules Chappaz    | Ben Ogden               |
| 2.  | 31 grudnia 2023 | Toblach       | 10 km s. klasycznym                  | Perttu Hyvärinen        | Erik Valnes      | Harald Østberg Amundsen |
| 3.  | 1 stycznia 2024 | Toblach       | 20 km s. dowolnym (bieg pościgowy)   | Harald Østberg Amundsen | Erik Valnes      | Jan Thomas Jenssen      |
| 4.  | 3 stycznia 2024 | Davos         | Sprint s. dowolnym                   | Lucas Chanavat          | Edvin Anger      | Federico Pellegrino     |
| 5.  | 4 stycznia 2024 | Davos         | 20 km s. klasycznym (bieg pościgowy) | Harald Østberg Amundsen | Henrik Dønnestad | Martin Løwstrøm Nyenget |
| 6.  | 6 stycznia 2024 | Val di Fiemme | 15 km s. klasycznym (start masowy)   | Erik Valnes             | William Poromaa  | Cyril Fähndrich         |
| 7.  | 7 stycznia 2024 | Val di Fiemme | 10 km s. dowolnym (start masowy)     | Jules Lapierre          | Friedrich Moch   | Hugo Lapalus            |

## Klasyfikacje końcowe Tour de Ski

### Kobiety
| Poz.          | Zawodniczka       | Reprezentacja     | Czas      |
| ------------- | ----------------- | ----------------- | --------- |
| 1.            | Jessica Diggins   | Stany Zjednoczone | 4:13:19,0 |
| 2.            | Heidi Weng        | Norwegia          | +31,6     |
| 3.            | Kerttu Niskanen   | Finlandia         | +39,7     |
| 4.            | Frida Karlsson    | Szwecja           | +1:17,4   |
| 5.            | Jonna Sundling    | Szwecja           | +1:47,9   |
| 6.            | Linn Svahn        | Szwecja           | +2:06,3   |
| 7.            | Krista Pärmäkoski | Finlandia         | +2:08,6   |
| 8.            | Patrīcija Eiduka  | Łotwa             | +2:23,5   |
| 9.            | Victoria Carl     | Niemcy            | +2:39,9   |
| 10.           | Delphine Claudel  | Francja           | +2:41,2   |
| Na podstawie: |                   |                   |           |

### Mężczyźni
| Poz.          | Zawodnik                | Reprezentacja | Czas      |
| ------------- | ----------------------- | ------------- | --------- |
| 1.            | Harald Østberg Amundsen | Norwegia      | 3:41:21,9 |
| 2.            | Friedrich Moch          | Niemcy        | +1:19,2   |
| 3.            | Hugo Lapalus            | Francja       | +1:32,8   |
| 4.            | Martin Løwstrøm Nyenget | Norwegia      | +1:57,3   |
| 5.            | Beda Klee               | Szwajcaria    | +2:07,4   |
| 6.            | Erik Valnes             | Norwegia      | +2:17,7   |
| 7.            | Henrik Dønnestad        | Norwegia      | +2:41,7   |
| 8.            | Jens Burman             | Szwecja       | +3:05,4   |
| 9.            | Jules Lapierre          | Francja       | +3:53,8   |
| 10.           | Mika Vermeulen          | Austria       | +3:56,6   |
| Na podstawie: |                         |               |           |